# Pirinçeken, Yüksekova
Pirinçeken là một xã thuộc huyện Yüksekova, tỉnh Hakkâri, Thổ Nhĩ Kỳ.